# Juliet (maan)
Juliet is een maan van Uranus. De maan is in 1986 ontdekt door Voyager 2. Juliet is genoemd naar de vrouwelijke hoofdpersoon uit Shakespeares stuk "Romeo and Juliet".
Miranda · Ariel · Umbriel · Titania · Oberon

Cordelia · Ophelia · Bianca · Cressida · Desdemona · Juliet · Portia · Rosalind · Cupid · Belinda · Perdita · Puck · Mab · Francisco · Caliban · Sycorax · Margaret · Prospero · Setebos · Stephano · Trinculo · Ferdinand